# Vase acoustique

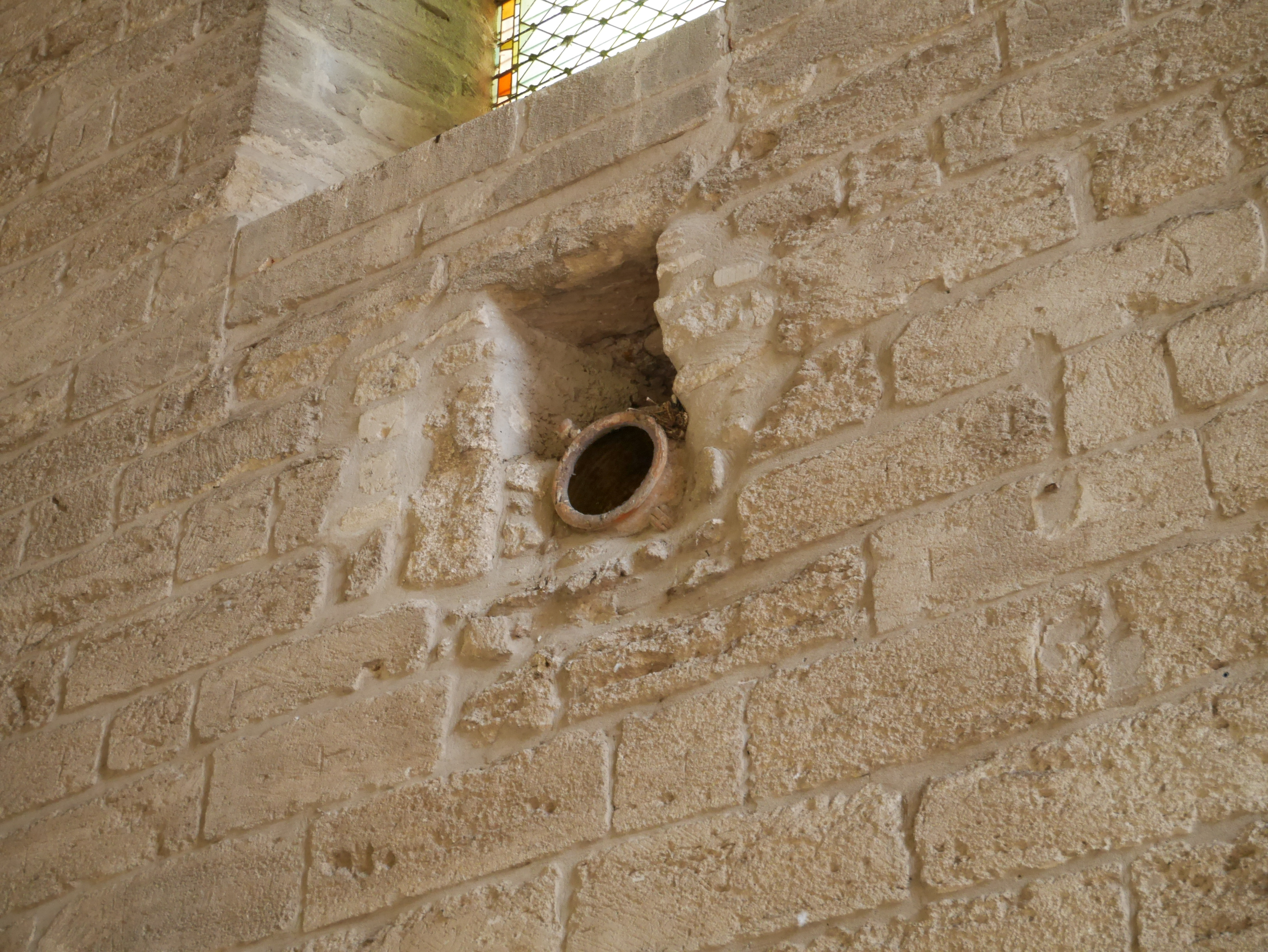
Amphore de résonance scellée dans le mur de l'église de la chartreuse Notre-Dame-du-Val-de-Bénédiction, à Villeneuve-lès-Avignon.

Les vases acoustiques sont des récipients en terre cuite scellés dans les murs et parfois sous le sol des églises médiévales. Leur fonction supposée est d'améliorer ou de modifier le son de la voix du prêcheur ou des chanteurs.
Des expériences ont montré que l'effet des vases est d'absorber une partie des résonances (sur des fréquences précises) plutôt que d'amplifier les sons.

## Histoire
L'utilisation des vases acoustiques remonte à l'Antiquité. Des récipients en bronze étaient insérés dans des niches afin de modifier l'acoustique des théâtres grecs et romains. Leur utilisation a été décrite par Vitruve dans son ouvrage De architectura : dans le cinquième livre portant sur les théâtres, il décrit comment les dimensionner et où les placer. Il préconise de limiter leur emploi aux théâtres construits en pierre et en marbre, qui « ne produisent aucune résonance » précise-t-il. 

« Cette disposition des vases d'airain fera que la voix qui viendra de la scène comme d'un centre s'étendant en rond frappera dans les cavités des vases et en sera rendue plus forte et plus claire selon la consonance et le rapport que son ton aura avec quelqu'un des vases. »

De ces vases d'airain, aucun exemplaire n'a pu être retrouvé, mis à part dans le théâtre de Scythopolis, équipé de niches pour les vases résonateurs.
Au Moyen Âge, le vase acoustique réapparaît : on en trouve dans environ deux cents églises, dont la moitié en France. Ces vases ont de nombreuses formes et des positionnement variés. Contrairement à ceux décrits par Vitruve, ils sont en terre cuite et scellés dans la structure des édifices.

## Description
Les vases acoustiques se présentent sous forme d’un ou de plusieurs vases que les constructeurs ont insérés dans la maçonnerie afin de donner à l’espace considéré un certain rendu sonore propre, une qualité acoustique désirée. Un sondage est nécessaire pour s’assurer que les trous dans les murs contiennent des poteries et ne sont pas de simples trous utilisés lors de la construction.
On les rencontre tantôt dans les basiliques et tantôt dans les chapelles et, bien que répartis dans toute l’Europe, ils ne sont pas systématiquement employés,,,.
À Paris, on en trouve dans la chapelle du Conservatoire national des arts et métiers (aujourd’hui la bibliothèque) mais pas dans les grandes églises : ni à Saint-Sulpice, ni à Notre-Dame, ni à Saint-Eustache. Par contre, au nord de Paris, on les retrouve dans la basilique de Saint-Denis, dans les cathédrales de Beauvais, Notre-Dame de Senlis, et à Saint-Étienne de Sens et Notre-Dame de Chartres. À Bruxelles, on n’en a pas recensé, mais bien assez près, à Saint-Rombaut de Malines. À Bologne, la basilique San Petronio en contient plus de quatre cents et, à quelques centaines de mètres de là, dans San Pietro, on n’en retrouve que vingt-cinq et de diamètres différents, etc.

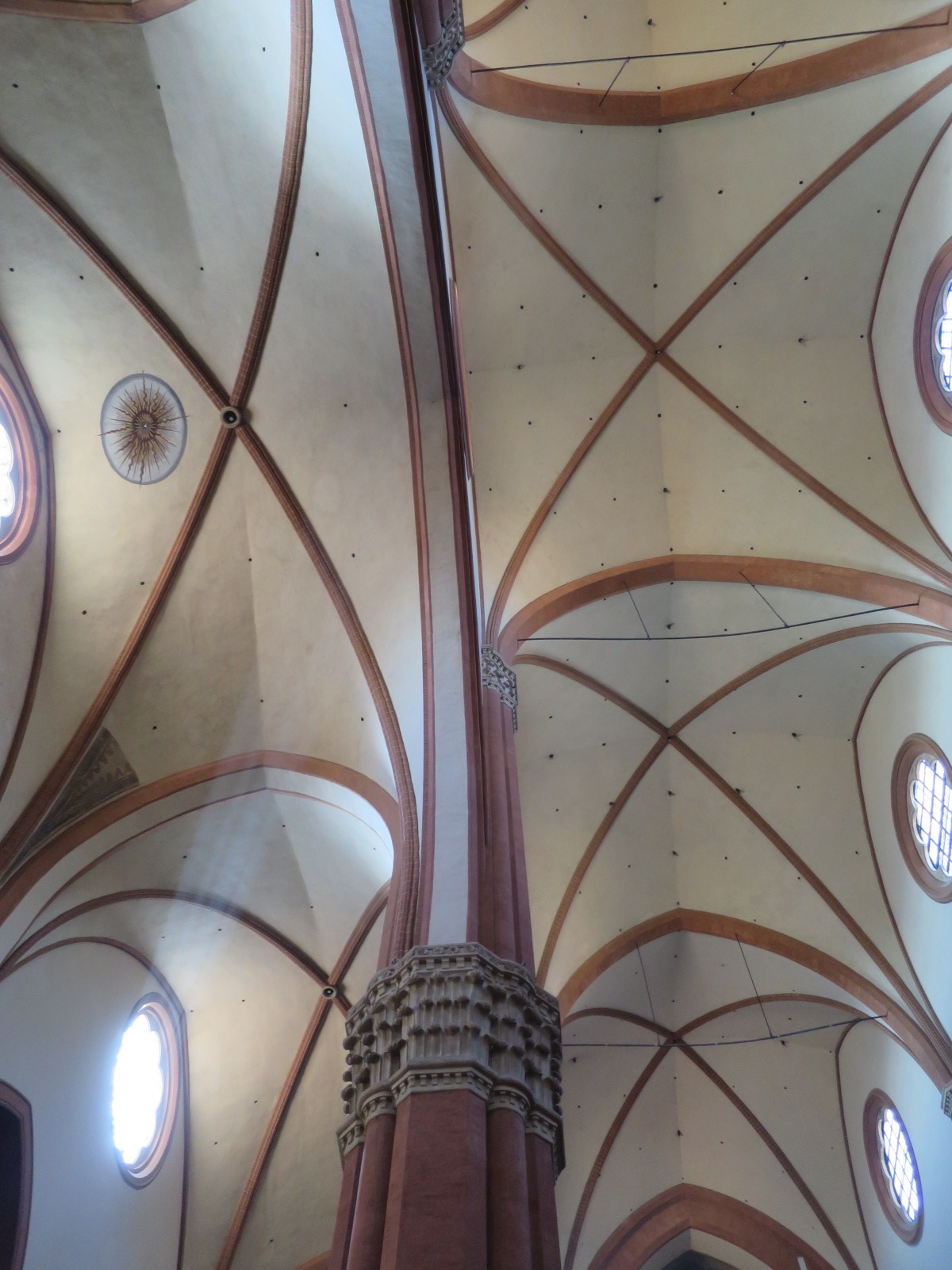
voûtes basilique San Petronio, Bologne

On a ainsi dénombré à ce jour quelque deux cents églises en Europe contenant ces vases acoustiques, dont la moitié rien qu’en France. Les nombreux exemples retrouvés sont de types si différents qu’il est difficile de tirer une conclusion générale quant à cette pratique par le fait de la diversité des formes rencontrées (de l’amphore à la jarre pansue) et de la diversité des endroits d’implantation observés (tantôt dans le chœur, tantôt dans les murs latéraux ou encore dans les voûtes) d’autant plus que certains de ces vases ont été choisis et placés par des personnes ne connaissant pas réellement leur fonctionnement, secrètement gardé par les corporations médiévales.
À tout ceci, il faut ajouter une énigme : pourquoi ne les rencontre-t-on que dans les églises, et jamais dans les palais ou les châteaux ? Néanmoins, les seules constantes que l’on peut déduire sont de quatre ordres :
- ces vases se situent à l’intérieur de locaux clos ;
- ils sont en général de petites dimensions ;
- ils se situent loin de l’oreille des auditeurs ;
- ils sont presque toujours maçonnés et non, comme le décrit Vitruve, posés sur trois coins et pouvant vibrer plus librement.

On remarquera que ces quatre points sont exactement le contraire de la tradition grecque et romaine.

## Fonction
Les textes de Vitruve décrivent bien les résonateurs de l’époque romaine, même si on n'en a retrouvé aucun ; par contre on possède beaucoup d’exemples de poteries acoustiques médiévales, mais aucun texte sur leur fonction ne nous est parvenu.

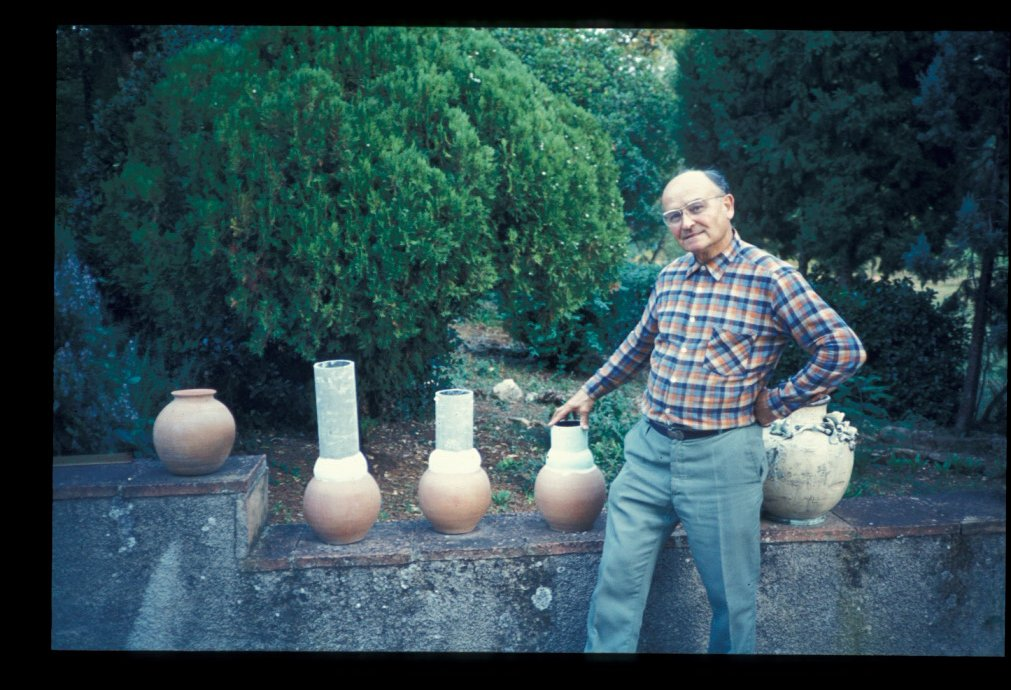
Frère René Floriot désignant les vases ayant servi à tester différentes voûtes d'églises, septembre 1983

Le frère René Floriot, qui a étudié ces vases pendant une vingtaine d’années, a démontré qu’ils sont avant tout des « correcteurs d'acoustique » : leur action se joue essentiellement sur les ondes stationnaires des fréquences propres de la salle et de ses harmoniques. De plus, ils absorberaient en partie les fréquences autour de deux cents hertz et nivelleraient les pics des tracés de temps de réverbération. À l’opposé des vases d’airain dont parle Vitruve, qui rendent la voix des acteurs « plus forte et plus claire selon le rapport de consonance qu’elle aura avec quelqu’un de ces vases », et qui sont de véritables résonateurs.
Les vases acoustiques du Moyen Âge ont un pouvoir absorbant et régulateur dans les tessitures graves, celles qui ont été cataloguées parmi les plus gênantes et les plus difficiles à éliminer.

## Caveau phonocamptique
Le caveau phonocamptique dont M.N. Bechet a signalé l’existence à la cathédrale de Noyon, et qu’on peut voir encore de nos jours, est par lui ainsi décrit : 

« peut-être avez-vous pénétré dans un de ces pittoresques colombiers en briques rouges que l’on rencontre fréquemment dans les gentilhommières de Normandie. L’aspect de logettes où les pigeons roucoulent en famille, ce sont ici des vases hémisphériques en terre cuite qui, superposés horizontalement en étages circulaires, tournent leurs orifices vers le centre du caniveau. La voûte est terminée par une grille à jour qui fait communiquer l’appareil avec le chœur. Ici, l’on a supprimé la communication, mais conservé le caveau, pensant qu’il pouvait aider la voix de l’officiant. »

V. de Cuyencourt dit qu’à l’ancienne église des cordeliers d’Amiens, qui datait du XIVe siècle, il y avait sous le chœur un couloir souterrain qui paraît avoir servi de caveau phonocamptique.